# Карбонарии
Карбона́рии, ед. ч. карбона́рий (итал. carbonaro — угольщик; мн. ч. carbonari) — неформальная сеть тайных революционных обществ, действовавших на Итальянском полуострове примерно в 1807—1832 годах. 
Главной целью карбонариев было победить тиранию монархов, связанную с репрессивной политической ситуацией в Италии после 1815 года, и установить конституционное правительство.

## Происхождение названия
Название, возможно, связано с тем, что в обществе карбонариев наряду с другими обрядами существовал ритуал сожжения древесного угля, символизировавший духовное очищение членов общества. Ранее этот обряд использовался во Франш-Конте в братстве угольщиков, поэтому возникновение карбонариев связывают наряду с местными интеллигентами, помогавшими «бандитам» — местным повстанцам, протестующим против такого провозглашённого французскими оккупантами в 1806 году «упразднения феодализма», когда помещики перестали соблюдать свои обязанности перед крестьянами, и крайняя нищета заставила крестьян взяться за оружие — также и с французскими республиканцами, оказавшимися в оккупационной армии, но сочувствовавшими итальянцам и перешедшими на сторону бандитов и их союзников-карбонариев. Выдвигаются версии о происхождении карбонариев от средневековых гвельфов, боровшихся с гибеллинами и прятавшихся в хижинах угольщиков. Есть версии о возникновении во времени французского короля Франциска I во Франции, есть об основании в Швейцарии святым Теобальдом Провенским в XI веке, поскольку так утверждалось во время обряда посвящения во французские карбонарии. Карбонарии могли получить это название и тогда, когда они вместе с бандитами скрывались от преследования Мюрата в горах Калабрии и Абруццо, где был развит промысел угольщиков.

## Организационная форма движения
Структура общества карбонариев в основных чертах повторяла структуру масонской организации с её иерархией, сложной обрядовостью и символикой. Вначале имелись две главные степени посвящения — «ученик» и «мастер», впоследствии число степеней возросло до 9. Низшие ячейки карбонариев — «дочерние венты» — подчинялись «материнским вентам», которыми, в свою очередь, руководили высокие венты, находившиеся в наиболее крупных городах Италии. Заседание венты сопровождалось множеством символических обрядов: например, при приёме новых членов разыгрывалась яркая эмоциональная сцена принесения в жертву агнца-Христа, считавшегося покровителем карбонариев, борющихся с «волками».
Италия была разделена на несколько карбонарских провинций, центрами которых были Рим, Неаполь, Венеция, Милан, Турин и Флоренция. Главное управление находилось в Риме; в отдельных городах были трибуналы карбонариев, служившие посредниками между центральным руководством и членами общества, деятельностью которых они руководили. Попытки создать строгую централизованную организацию карбонариев закончились неудачей.
Организации карбонариев (со своими специфическими целями) помимо Италии существовали также во Франции, где их возглавлял Лафайет, там покровителем считался святой Теобальд, и там оно было массовым, а также в Швейцарии, Германии, Испании и на Балканах.

## Деятельность
В начале XIX века карбонарии, начинающие в своих воззваниях свою современную историю с Партенопейской республики, начинают борьбу против тирании неаполитанских Бурбонов. Поэтому назначенный Наполеоном неаполитанский король Мюрат признавал за подобными мистическими обществами большое культурное значение, и они быстро распространились в Неаполитанском королевстве и пустили глубокие корни в народе. Узнав о сношениях карбонариев с Фердинандом I, находившимся тогда в Сицилии при поддержке англичан, где он перед англичанами играл роль конституционного короля, и о замысле их свергнуть владычество французов, Мюрат стал преследовать их. Тогда-то под начальством своего вождя, Капо-Бьянко, карбонарии вынуждены были удалиться в горы Абруццо и Калабрии, организовались здесь и начали вести борьбу против Мюрата; но Капо-Бьянко был арестован и казнен. В 1814 году карбонарии опять выступили против французов, надеясь, что Фердинанд введёт конституцию.
Политическая программа карбонариев после 1815 года включала борьбу за конституционные преобразования. Важнейшим пунктом этой программы было требование национальной независимости, а также единства Италии. Чёткой программы объединения страны у карбонариев не имелось. Одни из них намеревались захватить власть путём военного переворота. Другие видели основное препятствие к объединению страны в австрийском владычестве и предлагали сосредоточить усилия на борьбе с ним. В годы наполеоновского господства карбонариям помогали англичане, которые снабжали их оружием. Однако после возвращения Бурбонов на первых порах движение карбонариев, теперь уже отдельное от «бандитизма», не встретило широкой поддержки у населения.
Пик активности движения карбонариев пришёлся на 1820-е годы. Идеи карбонариев получили широкое распространение по всей Италии. В рядах их стояли главным образом представители среднего класса общества — офицеры, студенты, артисты и даже священники. Общая численность карбонариев достигала в эту пору около 700 000 человек. Приблизительно каждый 25-й житель Неаполитанского королевства был карбонарием. 
Карбонарии были главными организаторами Неаполитанской революции 1820 года, волнений в Папской области в том же году и Пьемонтской революции 1821 года. После поражения революций вследствие совместных усилий монархических режимов и австрийских войск к началу 30-х годов карбонарии как самостоятельное общество перестали существовать. Многие из них преданы были казни или погибли в местных или австрийских тюрьмах.
Последний всплеск карбонарского движения пришёлся на революции 1831 года в монархиях Центральной Италии. В начале 1830-х годов последние карбонарии Апеннинского полуострова влились в ряды движения «Молодая Италия» и другие революционные организации, отбросив большинство былых мистических обрядов. В это же время в Сицилии до конца 1840-х годов действовало «неокарбонарское» движение.

## В литературе
- В рассказе Артура Конан Дойля "Алое кольцо" упоминается связь двух итальянцев из Неаполя, приехавших в Нью-Йорк из Неаполя, в прошлом бывшими карбонариями.
- В цикле рассказов Артура Конан Дойля "Приключения бригадира Жерара", а именно в рассказе Как бригадир лишился уха,
- Овод (роман) — роман Войнич. Организация «Молодая Италия».
- В комедии Александра Сергеевича Грибоедова Павел Афанасьевич Фамусов говорит о Чацком:

Ах Боже мой! Он карбонари!
Он вольность хочет проповедать!

- «Ванина Ванини, или Подробности о последней венте карбонариев, раскрытой в Папской области» — повесть Стендаля о роковой любви аристократки и карбонария. Заговоры карбонариев упоминаются в ряде произведений «Человеческой комедии» Оноре де Бальзака.
- В романе Александра Дюма «Граф Монте-Кристо» главный герой мимолётно подозревался в принадлежности к карбонариям: — «Уж не принадлежит ли этот Дантес к какой-нибудь секте карбонариев, раз его покровитель так неосторожно говорит во множественном числе?»
- Карбонарии упоминаются в романе Умберто Эко «Пражское кладбище»: в начале своего сотрудничества с тайной службой Пьемонта главный герой романа шпионит именно за ними[8].
- В романе С.В. Лукьяненко «Чистовик» функционал-таможенник Николенька в своих воспоминаниях называет карбонариями офицеров, участвовавших в Восстании декабристов на Сенатской площади.
- «Осуждение Паганини» — роман Анатолия Виноградова. Главный герой вступает в ряды карбонариев и весь его жизненный и творческий путь тесно связан с ними.
- В повести Марка Алданова «Могила воина» подробно описана тайная встреча карбонариев, на которой присутствовал лорд Байрон.
- Роберт Льюис Стивенсон в своей ранней повести «Дом на дюнах» показывает непримиримый дух итальянских карбонариев, которые ради мести готовы были отправиться на север Британских островов. Заодно он демонстрирует их благородство, так как после убийства своего врага, они не тронули и пальцем его спутников.

## В музыке
- Опера Даниеля-Франсуа Обера — «Фра-Дьяволо» на либретто Эжена Скриба.

## В кино
- «В год Господень» — итальянский фильм Луиджи Маньи (1969).
- «Аллонзанфан» (итал. Allonsanfàn) или «Вперёд, сыны отечества!» — итальянский фильм Паоло и Витторио Тавиани (1974).
- В фильме Э. Рязанова «О бедном гусаре замолвите слово» артиста, нанятого изображать бунтовщика, называют карбонарием.